# X-GUNの激烈!ガッテム
X-GUNの激烈!ガッテム（ばつぐんのげきれつがってむ）は2012年10月からTBCラジオほかで放送されている、お笑いコンビX-GUNのトーク番組である。
2008年3月に『丁半コロコロの一発かましたれ!!』が惜しまれつつ終了したがX-GUNの番組を東北放送ほかで復活してほしい声が根強く復活した形である。
主にX-GUN二人のフリートークと構成作家白川いじり（白川安彦）が中心である。また、白川は多忙で出演できない事があり、その際はゲストが呼ばれてのトークとなる。
年末年始には「年忘れ！さがねちゃん祭り」と称してホリプロコムの若手芸人、スペシャルゲストを招く。

## 出演
- X-GUN
- 林家楽三郎（紙切り芸人）

### 過去の出演者
- 白川安彦（構成作家）
- 田中知史（オキシジェン）

## 放送時間
東北放送（TBCラジオ）における放送時間の変遷
- 毎週金曜日22：00-23：00（2012年10月 - 2013年3月）
- 毎週土曜日19：30-20：00（2013年4月 - 2013年9月）
- 毎週日曜日24：30-25：00（2013年10月 - 2014年3月、2020年4月-）
- 毎週日曜日25：00-25：30（2014年4月 - 2020年3月）

## ネット局
2024年11月現在
| 放送対象地域 | 放送局   | 放送日時           | 放送開始日            | 備考                                                                                     |
| ------------ | -------- | ------------------ | --------------------- | ---------------------------------------------------------------------------------------- |
| 宮城県       | 東北放送 | 月曜 22:00 - 22:30 | 2012年10月5日         | 幹事局                                                                                   |
| 静岡県       | 静岡放送 | 金曜 21:30 - 22:00 | 2013年4月             |                                                                                          |
| 山梨県       | 山梨放送 | 土曜 18:30 - 19:00 | 2014年4月             | 西尾の母親は山梨県出身と言う縁でネット。                                                 |
| 徳島県       | 四国放送 | 水曜 23:40 - 24:00 | 2013年10月            | 『深夜にひと笑いJRTお笑い広場』枠                                                        |
| 岩手県       | 岩手放送 | 火曜 18:15 - 18:30 | 10月第一週、3月最終週 | それぞれココロのオンガク 〜music for you〜シーズン開始前、終了後のつなぎ番組として放送。 |
| 京都府       | KBS京都  | 木曜 18:00 - 18:30 | 2024年4月             | さがねの地元。                                                                           |

### 過去のネット局
- 山形放送：2014年10月 - 12月、2015年10月 - 2016年3月
- 信越放送：2013年10月 - 2016年3月
- 長崎放送：2016年9月28日 - 不明
- 秋田放送：2021年10月8日 - 不明
- 福井放送：2021年10月7日 - 2022年3月
- 熊本放送：2016年9月30日 - 不明